# Great DJ
Great DJ este un cântec interpretat de formația britanică The Ting Tings. Piesa este cel de-al treilea single extras de pe albumul We Started Nothing.

## Poziții în clasamente
| Clasamentul (2008)                 | Pozițiile ocupate în clasamentele de specialitate |
| ---------------------------------- | ------------------------------------------------- |
| Australian ARIA Singles Chart      | 52                                                |
| Belgium Singles Chart              | 47                                                |
| Chilean Singles Chart              | 63                                                |
| Irish Singles Chart                | 35                                                |
| Italian Singles Chart              | 47                                                |
| Japanese Hot 100 Singles Chart     | 5                                                 |
| UK Singles Chart                   | 33                                                |
| U.S. Billboard Hot Dance Club Play | 9                                                 |